# John Breckinridge

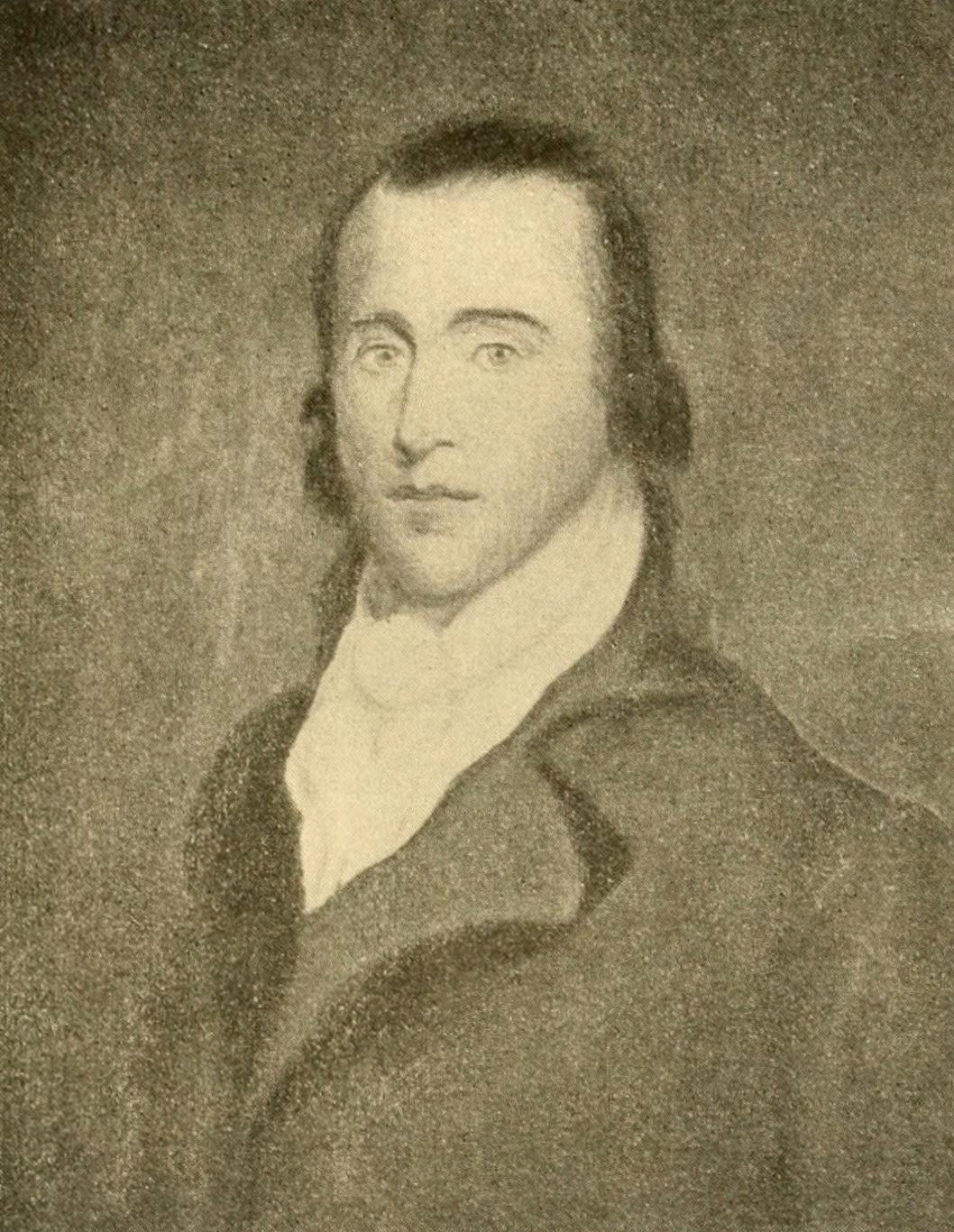
John Breckinridge

John Breckinridge (2 de dezembro de 1760 - 14 de dezembro de 1806) foi um advogado, fazendeiro proprietário de escravos, soldado e político nos estados americanos de Virgínia e Kentucky. Ele serviu vários mandatos nas legislaturas estaduais de Virgínia e Kentucky antes que os legisladores o elegessem para o Senado dos Estados Unidos. Ele também atuou como procurador-geral dos Estados Unidos durante o segundo mandato do presidente Thomas Jefferson. Ele é o progenitor da família política Breckinridge de Kentucky e o homônimo do Condado de Breckinridge, Kentucky.

## Vida
O pai de Breckinridge era proprietário de terras e coronel da milícia local da Virgínia que se casou com um membro da família política Preston. Breckinridge frequentou o William and Mary College intermitentemente entre 1780 e 1784; sua presença foi interrompida pela Guerra Revolucionária e ele venceu três vezes a eleição para a Câmara dos Delegados da Virgínia. Um dos membros mais jovens daquele corpo (a tempo parcial), isso permitiu-lhe conhecer muitos políticos proeminentes. Em 1785, casou-se com "Polly" Cabell, membro da família política Cabell . Apesar de fazer suas atividades legais e agrícolas, cartas de parentes em Kentucky o convenceram a se mudar para a fronteira ocidental. Ele estabeleceu "Cabell's Dale", sua plantação, perto Lexington, Kentucky, em 1793.
Breckinridge continuou sua carreira jurídica e política e foi nomeado procurador-geral do estado logo após sua chegada. Em novembro de 1797, ele renunciou à campanha e, em seguida, venceu a eleição para a Câmara dos Representantes de Kentucky. Como legislador, Breckinridge garantiu a aprovação de um código criminal mais humano que aboliu a pena de morte para todos os crimes, exceto assassinato em primeiro grau . Em uma viagem de volta à Virgínia em 1798, um intermediário deu a ele as Resoluções de Kentucky de Thomas Jefferson, que denunciavam os Atos de Estrangeiros e Sedição. A pedido de Jefferson, Breckinridge assumiu o crédito pelas resoluções modificadas que conduziu através da Assembléia Geral de Kentucky. A autoria de Jefferson não foi descoberta até depois da morte de Breckinridge. Embora Breckinridge se opusesse a convocar uma convenção constitucional para o novo estado em 1799, ele foi eleito delegado. Devido à sua influência, o governo do estado permaneceu comparativamente aristocrático, mantendo proteções para a escravidão e limitando o poder do eleitorado. Chamado de pai da constituição resultante, ele emergiu da convenção como o líder reconhecido do Partido Democrata-Republicano do estado e seus colegas delegados o elegeram presidente da Câmara dos Representantes de Kentucky em 1799 e 1800.
Eleito para o Senado dos Estados Unidos em 1800, Breckinridge atuou como líder do plenário de Jefferson, orientando os projetos de lei da administração na câmara que era estritamente controlada por seu partido. Os residentes da fronteira ocidental pediram sua nomeação como vice-presidente em 1804, mas Jefferson o nomeou procurador-geral dos Estados Unidos em 1805. Ele foi o primeiro oficial de gabinete do Ocidente, mas teve pouco impacto antes de sua morte por tuberculose em 14 de dezembro de 1806, aos 46 anos.